# Complejo nuclear de Marcoule

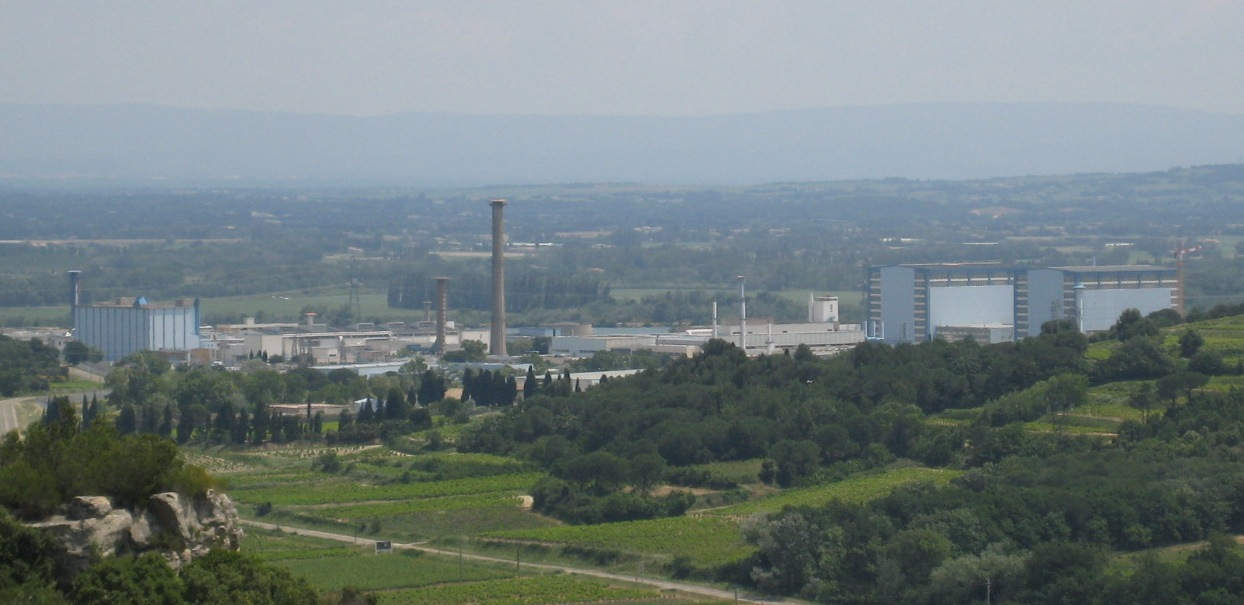
Imagen de la central nuclear

El complejo nuclear de Marcoule (en francés: site nucléaire de Marcoule) es un complejo nuclear ubicado entre las localidades de Chusclan y Codolet, cerca de Bagnols-Sur-Cèze, en el departamento de Gard. La central está a 25 km al oeste de Aviñón, en las orillas del río Ródano.
El complejo está operativo desde 1956. Marcoule es un importante lugar para la organización del Comisariado de Energía Atómica (CEA) y Areva NC. Los primeros experimentos industriales y militares con plutonio tuvieron lugar en la zona. En 1970 se inició la diversificación del sitio con la creación del reactor de refrigeración Phénix para facilitar las tareas nucleares.
Desde 1995, la factoría MELOX ha estado produciendo MOX a partir de una mezcla de uranio y óxido de plutonio para reciclar el combustible nuclear.
El ATelier Alpha et Laboratoires pour ANalyses, Transuraniens et Etudes de retraitement (ATALANTE) es el laboratorio de investigaciones de la central encargado del reprocesamiento del combustible y de los residuos nucleares.

## Accidente de 2011
El 12 de septiembre de 2011 se produjo una explosión a causa de un incendio en una instalación adjunta al centro de investigación del CEA de Marcoule. Un fallecido y cuatro heridos.